# Малахова, Евгения Александровна
Евге́ния Алекса́ндровна Мала́хова (род. 28 октября 1988, Москва, РСФСР, СССР) — российская певица и актриса, бывшая солистка группы Reflex (2006—2011) и исполнительница песенных хитов «Мама» и «Клинит».

## Биография
Родилась 28 октября 1988 года в Москве. 
В детстве училась играть на фортепиано. В 9 лет попала в Музыкальный театр юного актёра. Получив в театре уроки актёрского мастерства и пения, прошла первый тур кастинга в мюзикл «12 стульев», но во второй тур не попала. В 2004 году она экстерном окончила школу и поступила на юридический факультет в МГУ, переведясь позже в МГЮА.
В 16 лет под руководством Иосифа Пригожина начала карьеру певицы, выпустив клипы на песни «Мама», «Клинит» и «Money, Money», а также сольный альбом «Я не ангел» (2005). Автором композиций для дебютного диска Малаховой выступил Виктор Дробыш. Певица выступала на «Золотом граммофоне» и в «Новых песнях о главном», а также в таких телепередачах, как «Пан или пропал», «Пять вечеров» и «Угадай мелодию». Удалось попасть в число певцов в номинации «Открытие года-2004». В конце 2005 года сотрудничество с Иосифом Пригожиным подошло к концу.
В начале 2006 года присоединилась к группе Reflex. Её дебют состоялся в анимационном ролике «Я разбила небо», а также в видео на песню «Жёсткое диско». Позже, после ухода Ирины Нельсон, она стала основной вокалисткой коллектива. С участием были выпущены альбом Blondes 126 и несколько видеоклипов. В 2011 году певица окончила юридический факультет МГЮА. Осенью того же года в связи с поступлением во ВГИК покинула группу Reflex.
В 2015 году окончила актёрский факультет ВГИКа (Мастерская В. Фокина). В том же году дебютировала в кинокартине Рената Давлетьярова «А зори здесь тихие...», исполнив роль Жени Комельковой — одну из главных ролей в фильме.
В 2024 году возобновила сольную карьеру.

## Личная жизнь
В 2014 году вышла замуж за продюсера и кинорежиссёра Рената Давлетьярова, у которого снялась в нескольких фильмах подряд. В 2019 году пара рассталась.
В 2020 году стало известно о втором замужестве Малаховой, но имя мужа хранилось в тайне. В конце 2020 года стало известно, что им стал бизнесмен Андрей Тарасов. 1 декабря 2021 года в своём аккаунте в Instagram Малахова сообщила о беременности. 15 февраля 2022 года родила сына. 12 июля 2024 года родила дочку, которую назвала Павлой.

## Дискография

### Сольно
- 2005 — Я не ангел[4]
- 2024 — Потому что не было тебя
- 2024 — Мне так хорошо
- 2025 — Ничего не обещал
- 2025 — Автопилот
- 2025 — Летим
- 2025 — Я не вернусь

### В составе группыReflex
- 2006 — Гарем
- 2008  — Blondes 126
- 2010 — Лучшие песни

## Клипы

### Сольно
- 2004 — Мама
- 2004 — Клинит
- 2005 — Money, money

### В составе группыReflex
- 2006 — Я разбила небо (версия 2)
- 2006 — Жёсткое диско
- 2007 — Научи любить
- 2007 — Половинка
- 2008 — Шанель
- 2009 — Девочка-ветер
- 2010 — Се ля ви
- 2010 — Белая метелица

## Фильмография
| Год  |   | Название                         | Роль                             |
| ---- | - | -------------------------------- | -------------------------------- |
| 2015 | ф | А зори здесь тихие…              | Женя Комелькова                  |
| 2015 | ф | Зелёная карета                   | Ольга, журналист                 |
| 2016 | ф | Чистое искусство                 | Тамара, подруга Саши             |
| 2016 | ф | Дилетант                         | Катя Боброва                     |
| 2017 | ф | Герасим                          | Тася                             |
| 2017 | ф | Шрам                             | Маша                             |
| 2017 | ф | Приключения чокнутого профессора | Имя персонажа не указано         |
| 2018 | ф | Операция «Мухаббат»              | Зоя                              |
| 2018 | ф | Табу                             | Главная роль                     |
| 2018 | ф | Донбасс. Окраина                 | Наталья                          |
| 2019 | ф | СМЕРШ                            | Антонина Крайновская             |
| 2019 | ф | Мой ангел                        | Марина                           |
| 2019 | ф | Никогда не говори «никогда»      | Светлана, старшая сестра Татьяны |
| 2019 | ф | Холодные берега                  | Настя                            |
| 2020 | ф | Мини Макс                        | Юля                              |
| 2021 | ф | Потерянные                       | Вероника                         |
| 2023 | с | Банда «Зиг Заг»                  | Валерия                          |